# كرانشبانج لينكس

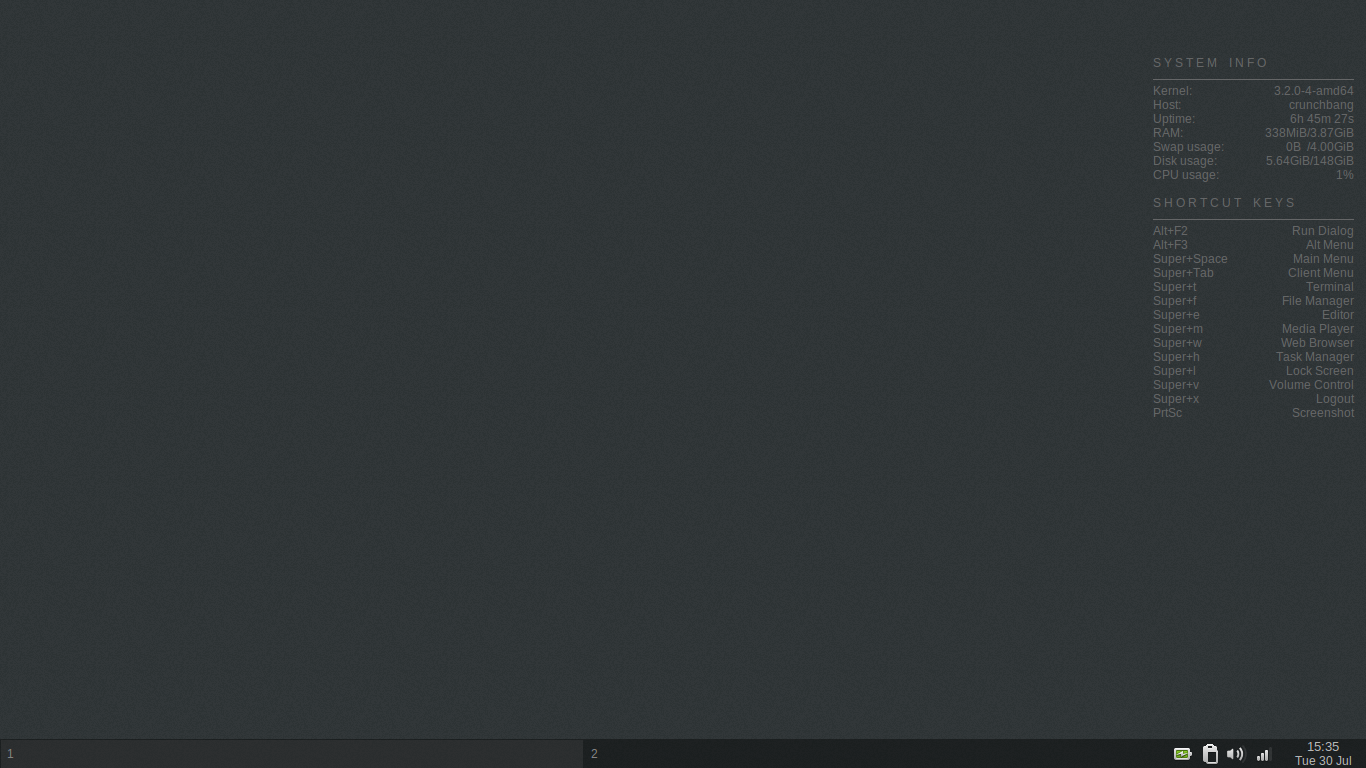
CrunchBang 11 Waldorf

كرانشبانج لينكس (إنجليزية:CrunchBang Linux) (غالباً ما يُرمز لها ب"#!" المستوحى من شعارها) هي توزيعة لينكس خفيفة الحجم مبنية على توزيعة دبيان سابقا كانت مبنية على أوبونتو، أنشأها Philip Newborough وهي تستخدم مدير النوافذ Openbox، وهي ملائمة خصيصاً لعتاد الحاسوب المنخفض والموارد المحدودة (على سبيل المثال ASUS Eee PC). التوزيعة متوفرة أيضاً على قرص حي قابل للتنصيب.

## الخصائص
لقد صُممت CrunchBang Linux بغرض تقديم توازن معقول بين السرعة والوظيفية، ويفيد البعض بأنها تفوق أوبونتو في سرعة الإقلاع كما يذكر موقع Softpedia، لكنها تشتمل على عدد أكبر من التطبيقات الافتراضية مقارنة بالتنصيب القياسي لأبونتو نفسها. كم تعمل التوزيعة بشكل أفضل تحت موارد العتاد المحدودة وتؤدي بشكل أسرع من توزيعة أبونتو العادية.
طورت كرانشبانج لينكس بالكامل اعتماداً على مصادر أبونتو باستثناء بعض الحزم.
بخلاف أبونتو، تحتوي كرانشبانج على العديد من التطبيقات والمكتبات غير الحرة أو المصونة ببراءات الاختراع، كالدعم خارج الصندوق للعديد من أنساق الوسائط المتعددة مثل إم بي 3، أدوبي فلاش بل ودي في دي أيضاً، كما تقوم كرانشبانج باستبدال بعض التطبيقات المثبتة بتوزيعة أبونتو الافتراضية منها :
- مدير نوافذ اوبن بوكس بدلاً من بيئة Gnome المكتبية.
- تطبيقي ROX-Filer وثونار بدلاً من مدير الملفات نوتي.
- برنامج Abiword وبعضاً من مكونات جنوم المكتبية بدلاً من أوبن أوفيس.أورج.
- برنامجي Deluge وBitTorrent بدلاً من ترانزميشن.
- برنامج سكايب بدلاً من إيكيجا.
- تستخدم كرانشبانج أيضاً حلة GTK ،مجموعة أيقونات وخلفيات سطح مكتب افتراضية مختلفة.

## الإصدارات
تتوفر كرانشبانج لينكس في ثلاثة طبعات أو إصدارات كما يلي :
- CrunchBang سطح المكتب Edition
- CrunchBang سطح المكتب Lite Edition وهي مطابقة للنسخة السابقة لكنها تأتي مع تطبيقات افتراضية أقل.
- CrunchEee Edition نسخة معدلة لحاسوب ASUS Eee PC.

## وصلات خارجية
- موقع CrunchBang Linux.
- كرانشبانج لينكس على موقع DistroWatch.